# Neogymnobates luteus
Neogymnobates luteus är en kvalsterart som först beskrevs av Hammer 1955.  Neogymnobates luteus ingår i släktet Neogymnobates och familjen Ceratozetidae.

## Underarter
Arten delas in i följande underarter:
- N. l. luteus
- N. l. asiaticus